# Crossover (automóvil)

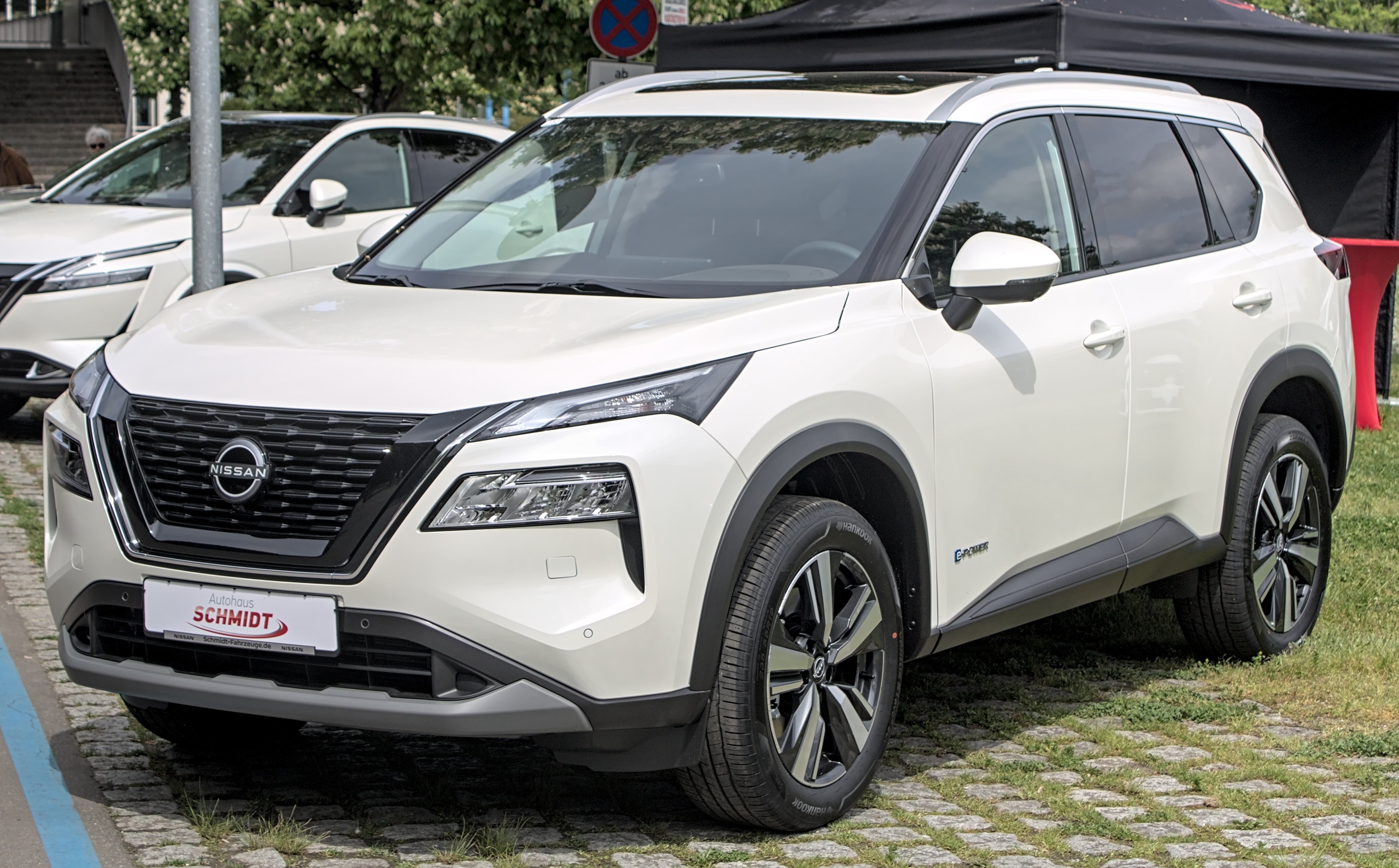
Nissan X-Trail, un ejemplo de un crossover, basado en el Nissan Sentra.

Un SUV crossover es un vehículo construido sobre la base de otro automóvil y que cuenta con las prestaciones tradicionales de un utilitario deportivo (SUV) con construcción monocasco. Los crossovers normalmente se basan en una plataforma compartida con un automóvil de pasajeros.
En contraste con los tradicionales vehículos todoterrenos compactos (SUV), el crossover combina distintas características de un todoterreno compacto con las características básicas de un automóvil. En la apariencia exterior, la principal diferencia con respecto a los SUV es que los crossover tienen una estética todoterreno, pero también que están diseñados para un uso totalmente urbano, aunque con un perfil de ruedas de mayor altura. De esta manera, los crossover mantienen un aspecto exterior «aventurero», comodidades como la suspensión trasera independiente y un consumo eficiente de combustible, pero menos capacidades de todoterreno que los SUVs basados en camionetas. Estas pobres capacidades de todoterreno se ven todavía más afectadas por el hecho de que muchos crossovers se venden sin tracción integral, lo que reta su definición como "vehículos deportivos utilitarios".
Además, hay varias inconsistencias acerca de si un vehículo se considera crossover o SUV; por lo tanto el término SUV se utiliza como un nombre que engloba tanto a los crossovers como los SUVs compactos.
Algunos de los primeros ejemplos de un crossover incluyen al Matra Rancho de 1977 y al AMC Eagle presentado en 1979.
En los Estados Unidos en 2006 más del 50% del mercado de SUV eran modelos crossover. Estos también se han vuelto cada vez más populares en Europa desde principios de la década de los 2010.

## Definición
La diferencia entre crossovers y otros SUVs a veces se define como que un crossover está construido usando una plataforma monocasco (el tipo que se usa en la mayoría de los vehículos de pasajeros), mientras que un SUV se construye usando una plataforma que utiliza un método de construcción con bastidor (el tipo usado por vehículos todoterreno y camiones ligeros). Sin embargo, estas definiciones a veces se ven difusas en la práctica pues comúnmente los vehículos monocasco también son llamados SUVs. Además, crossover es un término relativamente reciente y los SUVs monocasco tempranos (tales como el Jeep Cherokee 1984) rara vez son llamados crossovers. Debido a estas inconsistencias se utiliza normalmente el término SUV para denominar tanto a crossovers como SUVs.
En algunos lugares, un crossover a veces se define como un hatchback con una mayor altura de conducción y características de estilo parecidas a las de un SUV.

## Categorías de tamaños

### Crossover subcompacto
Los crossovers subcompactos usualmente se basan en la plataforma de un automóvil de turismo subcompacto (también llamado del segmento B). Típicamente tienen capacidades de todoterreno limitadas, algunos solo se diferencian del modelo hatchback por una bisagra en la fascia, molduras plásticas en las zonas de la carrocería más cercanas al suelo y más distancia del suelo a través de una suspensión alzada, como el Volkswagen CrossFox. Otros tienen cambios estéticos más marcados, como el Volkswagen T-Cross con respecto al Volkswagen Polo VI o el Toyota Yaris Cross del Toyota Yaris.

### Crossover compacto
Los crossovers compactos usualmente se basan en la plataforma de un automóvil compacto (también llamados del segmento C). Los primeros crossovers compactos incluían el Toyota RAV4 de 1994, el Honda CR-V de 1995, el Nissan X-Trail de 2000, el Mazda Tribute de 2000 y el Ford Escape de 2001.
El número de modelos crossover compactos que se ofrecen ha crecido rápidamente desde 2010, y en 2019 se dice que "tantos de estos vehículos inundan el mercado, que simplemente clasificarlos puede ser una tarea abrumadora".

## Historia
Presentado en 1979, el AMC Eagele se considera ahora el primer automóvil crossover dedicado que debutó antes de que se acuñaran los términos SUV o crossover. La línea del modelo Eagle para el mercado masivo se basaba en una plataforma de automóvil de pasajeros monocasco, con tracción integral automática completa y una altura de conducción elevada. Algunos citan al Matra Rancho tracción delantera de 1977 como un precursor ligeramente más temprano del crossover moderno. Aunque no es parte de la evolución lineal moderna, y solo se construyeron quince, algunos alargan la definición e historia de "crossover" para abarcar al todoterreno de carreras Opel Geländesportwagen de 1936 como el primero de su clase. El Toyota RAV4 de 1994 toma el crédito como el modelo que expandió el concepto de segmento de mercado crossover. Con apariencia de un SUV encogido, el RAV4 se basaba en la plataforma del Toyota Corolla.
|                         |
| Matra-Simca Rancho 1977 |

|                     |
| AMC Eagle 1979-1987 |

|                  |
| Toyota RAV4 1995 |

## Europa
Desde comienzos de los años 2010, las ventas de vehículos tipo crossover han ido incrementando en Europa. En 2017 las ventas europeas de modelos crossover compactos y de tamaño mediano continuaron incrementando.

## Estados Unidos
Las ventas de crossovers se incrementaron 30% entre 2003 y 2005. Hasta 2006, el segmento entró en una fuerte visibilidad en E.U.A. cuando las ventas de crossovers "representaron más del 50% del mercado total de SUVs". Sales increased in 2007 by 16%. Para Audi, el Audi Q5 se convirtió en su segundo vehículo mejor vendido en el mercado de Estados Unidos después del sedán Audi A4. Cerca de la mitad del volumen de ventas de Lexus venían de sus SUVs a finales de la década de los 1990, la mayoría de los cuales eran el crossover Lexus RX.[cita requerida]
Los fabricantes estadounidenses fueron lentos en hacer el cambio de su énfasis en SUVs ligeras basadas en camionetas, y los fabricantes extranjeros desarrollaron crossovers apuntando al mercado de E.U.A., como una alternativa a las vagonetas (familiares) que no eran populares ahí. Para los modelos 2010, los fabricantes estadounidenses ya habían recuperado terreno.